# Krasnodubrowskij (rejon zawjałowski)
Krasnodubrowskij (ros. Краснодубровский) – osiedle w Rosji, w Kraju Ałtajskim, w rejonie zawjałowskim. W 2010 liczyło 222 mieszkańców.